# فلم ستيتش
فيلم ستيتش (بالإنجليزية: Stitch! The Movie) هو فيلم أمريكي من إنتاج ديزني تيليفشن أنيمايشن. أصدر في 26، أغسطس 2003.

## التمثيل الصوتي

### النسخة العربية الفصحى
- كارين عودة - ليلو
- شربل أيوب - ستيتش
- نداء زغيب - ناني
- عفيف شيا - جامبا
- حسن مهدي - بليكلي
- شربل رحمة - دايفيد
- إبراهيم ماضي - كوبرا بابلز
- جمانة الزنجي - المستشارة الكبرى
- فؤاد شمص - غانتو
- سعد حمدان - هامسترفيل
- جيهان الملا
- فادي الرفاعي - ستة اثنان خمسة، كومو
- رالين داغر - ميرتل إدمونز
- زياد أبو منذر
- ريتشارد ياني
- علاء البيطار

## وصلات خارجية
- مقالات تستعمل روابط فنية بلا صلة مع ويكي بيانات